# Борго Мичике (Рагуза)
Борго Мичике је насеље у Италији у округу Рагуза, региону Сицилија.
Према процени из 2011. у насељу је живело 31 становника. Насеље се налази на надморској висини од 179 м.